# Cuba aux Jeux paralympiques
Cuba participe aux Jeux paralympiques depuis les Jeux d'été de 1992 à Barcelone, et a pris part à tous les Jeux d'été depuis cette date. Les athlètes cubains participent principalement aux épreuves d'athlétisme et de judo, mais ont pris part également à des épreuves de natation, de force athlétique, de tennis de table, et (en 2012) de cyclisme et de tir sportif. Les Cubains ont remporté à ce jour 70 médailles, dont 31 en or. Parmi ces médailles d'or, 26 ont été obtenues en athlétisme, et 5 en judo. Cuba n'a jamais pris part aux Jeux paralympiques d'hiver.

## Médailles par année
| Année          | Médaille d'or, Jeux paralympiques | Médaille d'argent, Jeux paralympiques | Médaille de bronze, Jeux paralympiques | Total |
| 1992 Barcelone | 3                                 | 3                                     | 3                                      | 9     |
| 1996 Atlanta   | 8                                 | 3                                     | 0                                      | 11    |
| 2000 Sydney    | 4                                 | 2                                     | 2                                      | 8     |
| 2004 Athènes   | 2                                 | 2                                     | 7                                      | 11    |
| 2008 Pékin     | 5                                 | 3                                     | 6                                      | 14    |
| 2012 Londres   | 9                                 | 5                                     | 3                                      | 17    |
| Total          | 31                                | 18                                    | 21                                     | 70    |